# ICLEI
ICLEI – Governos Locais para a Sustentabilidade (ou simplesmente ICLEI ) é uma organização não governamental internacional que promove o desenvolvimento sustentável. O ICLEI fornece consultoria técnica aos governos locais para atingir os objetivos de sustentabilidade.
Fundada em 1990 e inicialmente conhecida como Conselho Internacional para Iniciativas Ambientais Locais (International Council for Local Environmental Initiatives, em inglês, origem da sigla ainda usada), a associação internacional foi criada quando mais de 200 governos locais de 43 países se reuniram em sua conferência inaugural, o Congresso Mundial de Governos Locais para um Futuro Sustentável, nas Nações Unidas em Nova York em setembro de 1990.
A partir de 2020, mais de 1750 cidades, vilas, condados e suas associações em 126 países fazem parte da rede ICLEI.
Em 2021, o ICLEI declara possuir mais de 20 escritórios em todo o mundo.

## Filiação
De acordo com o site da organização, os membros do ICLEI “orientam a direção do nosso trabalho, moldam nossa estratégia e apoiam a missão, mandato e princípios estabelecidos em nossos estatutos. Eles são elegíveis para votar e participar de todos os órgãos de governança da rede."
Em 2009, o ICLEI abrangia 1227 membros de governos locais em todo o mundo em 70 países, com mais de 600 nos Estados Unidos. A adesão ao ICLEI USA cresceu 58% em 2008 e 25% em 2009. Os membros do governo local dos EUA são cidades, vilas e condados de todos os tamanhos, da cidade de Nova York e do condado de Los Angeles a Dubuque, Iowa e Arlington, Texas.
Em 2020, o ICLEI conta com mais de 1750 governos locais em sua rede.
Os únicos requisitos para a adesão ao ICLEI são ter um compromisso declarado com a proteção do clima e assumir o pagamento de taxas anuais de adesão que variam com base no tamanho da população.

## História e estrutura
O ICLEI foi fundado em 1990, com seu Secretariado Mundial sediado em Toronto, Canadá. O escritório dos EUA abriu formalmente em 1995. O Escritório Executivo do ICLEI USA está sediado em Washington, DC, e o Secretariado Mundial está agora em Bonn, Alemanha.
O ICLEI foi fundado como o "Conselho Internacional para Iniciativas Ambientais Locais". Em 2003, os membros do governo local do ICLEI votaram para revisar a missão, estatuto e nome da organização para melhor refletir os desafios atuais que os governos locais enfrentam e o tema mais amplo da sustentabilidade. O "Conselho Internacional para Iniciativas Ambientais Locais" tornou-se assim "ICLEI - Governos Locais para a Sustentabilidade", com um mandato mais amplo para abordar questões de sustentabilidade, não apenas questões ambientais.
Na ocasião de seu 30º aniversário, o ICLEI adotou um novo logotipo (lançado oficialmente em fevereiro de 2021) que enfatiza as conexões da organização entre seus membros, escritórios e elementos (representados pelas cores do logotipo: água, ar e clima (azul), natureza (verde) e cidades (amarelo)).

## Programas
A organização promove os seguintes programas para adoção e implementação em nível local, conforme descrito em seu site.
- Convenções do Rio:
  - A Convenção-Quadro das Nações Unidas sobre Mudanças Climáticas ,
  - A Convenção das Nações Unidas sobre Diversidade Biológica,
  - A Convenção das Nações Unidas de Combate à Desertificação.
- Agenda 21:
  - a Agenda Habitat,
  - os Objetivos de Desenvolvimento do Milênio,
  - o Plano de Implementação de Joanesburgo.

O ICLEI também supervisiona o Compact of Mayors, uma coalizão global de líderes de cidades fundada para lidar com as mudanças climáticas em nível local, além de atuar como ponto focal para o Grupo Constituinte de Governos Locais e Autoridades Municipais (LGMA), que tem representado redes de governos locais e regionais no processo da UNFCCC desde 1995.

## Governança

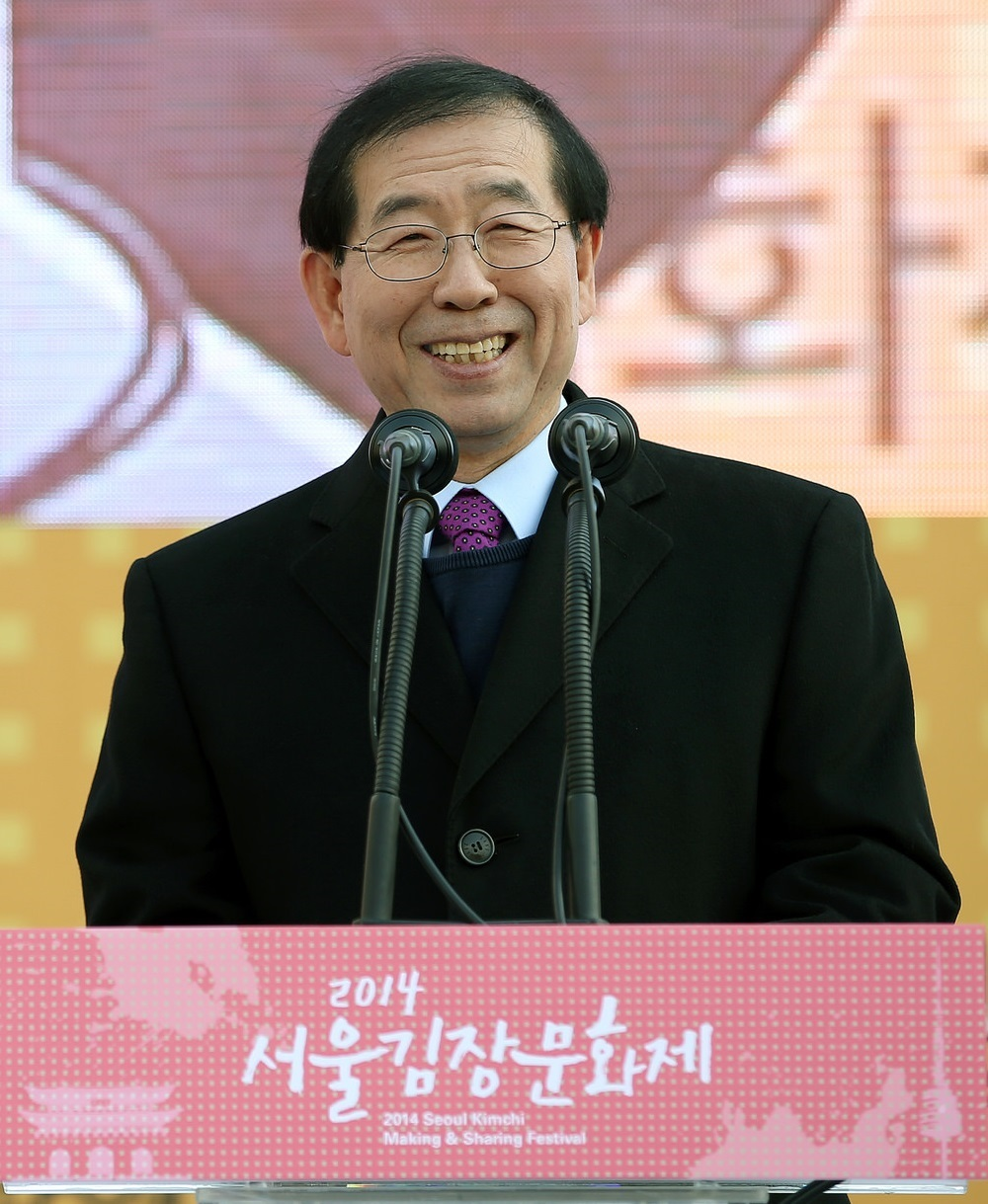
Park Won-soon, Presidente do ICLEI 2015–2018

O ICLEI é uma organização democrática liderada pelo Conselho do ICLEI e pelo Comitê Executivo Global (GexCom), dois grupos de líderes locais eleitos pelos membros do ICLEI a cada três anos. O Conselho do ICLEI é formado pelos nove Comitês Executivos Regionais (RexCom), eleitos pelos Membros em cada região do ICLEI.
Um representante de cada RexCom é então eleito como representante regional para o Comitê Executivo Global do ICLEI (GexCom), juntamente com os titulares de carteiras que são eleitos para o GexCom pelos membros do Conselho do ICLEI com base em sua experiência temática. O ICLEI GexCom e o Conselho têm o poder de representar o ICLEI no cenário global e orientar a organização definindo a estratégia e as políticas globais do ICLEI.
O Conselho se reúne a cada três anos em um Congresso Mundial do ICLEI e estabelece as prioridades e a direção do ICLEI por meio da adoção de um Plano Estratégico de seis anos. O mais recente Congresso Mundial presencial do ICLEI foi realizado em Montreal de 19 a 22 de junho de 2018. Devido à pandemia do COVID-19, o Congresso Mundial seguinte foi realizado em duas partes: a primeira realizada virtualmente de 13 a 15 de abril de 2021, enquanto a segunda aconteceu em Malmö, Suécia, em maio 2022. Os membros elegem 21 representantes para atuar no Comitê Executivo, que supervisiona a implementação do Plano Estratégico e as operações do ICLEI.
Diretores do Secretariado Mundial:
- Ashok Sridharan – Presidente e Prefeito do ICLEI, Bonn, Alemanha
- Gino Van Begin – Secretário Geral do ICLEI, Bonn, Alemanha

## Ecomobilidade
Ecomobilidade significa viajar por meio de opções de transporte integradas, socialmente inclusivas e ecologicamente corretas, incluindo e integrando caminhadas, ciclismo, transporte público e outros modos de transporte inovadores e favoráveis ao clima e às pessoas. Ao permitir que cidadãos e organizações acessem bens, serviços e informações de maneira sustentável, a ecomobilidade apoia a qualidade de vida dos cidadãos, aumenta as opções de viagem e promove a coesão social.
A agenda do ICLEI para promover a ecomobilidade nas cidades é intitulada Agenda EcoMobile City (transporte sustentável). Sob esta agenda, o ICLEI executa 3 projetos principais, que são:
1. Aliança EcoMobilidade
2. Festival Mundial de EcoMobilidade
3. Congresso Mundial de EcoMobilidade

A EcoMobility Alliance foi criada em outubro de 2011 em Changwon, Coreia. É uma transformação da anterior Global Alliance for EcoMobility, que é uma organização não governamental fundada e lançada em Bali em 10 de dezembro de 2007, por ocasião da Conferência das Nações Unidas sobre Mudanças Climáticas de 2007 (UNFCCC-COP-13). O ICLEI representa legalmente e hospeda o Secretariado da Aliança.

## Críticas
Ativistas do movimento Tea Party criticam o ICLEI por seu apoio à Agenda 21, uma iniciativa não vinculativa das Nações Unidas que busca promover a conservação de recursos e meio ambiente. Os ativistas alegam que os esforços de governos locais para expandir o transporte público e preservar o espaço aberto eram parte de uma conspiração da ONU "para negar direitos de propriedade e levar os cidadãos para as cidades".
Dan Maes, o candidato republicano de 2010 a governador do Colorado, criticou a cidade de Denver por ser membro do ICLEI durante sua campanha.